# 南五味子小煤炱
南五味子小煤炱（学名：Meliola kadsurae）是属于小煤炱目小煤炱科小煤炱属的一种真菌，寄生在南五味子上。该种分布于台湾。